# Willys-Overland Jeepster
El Jeepster era un automòbil tot terreny venut sota la marca nord-americana Jeep. El Jeepster original, presentat per Willys-Overland el 1948, no va aconseguir trobar quota de mercat i va ser deixat de produir ràpidament. El nom va ser reviscut cap al 1966 amb un nou model, el C-101 Jeepster Commando. Una altra vegada, les vendes no van aconseguir les expectatives, i AMC (successora de Willys-Overland) va retirar de producció el model en 1972 i es va deixar de vendre el 1973.
Motors:
- 1948-1950 - Willys L134  4 cil. en línia - 134.1  in ³ (2,197  cm ³)
- 1949-1950 -  Willys L148  6 cil. en línia -148.5 in ³ (2,433 cm ³)
- 1950 -  Willys F134 4 cil. en línia -134.2 in ³ (2,199 cm ³)
- 1950 -  Willys L161 6 cil. en línia -161 in ³ (2,638 cm ³)

## Antecedents

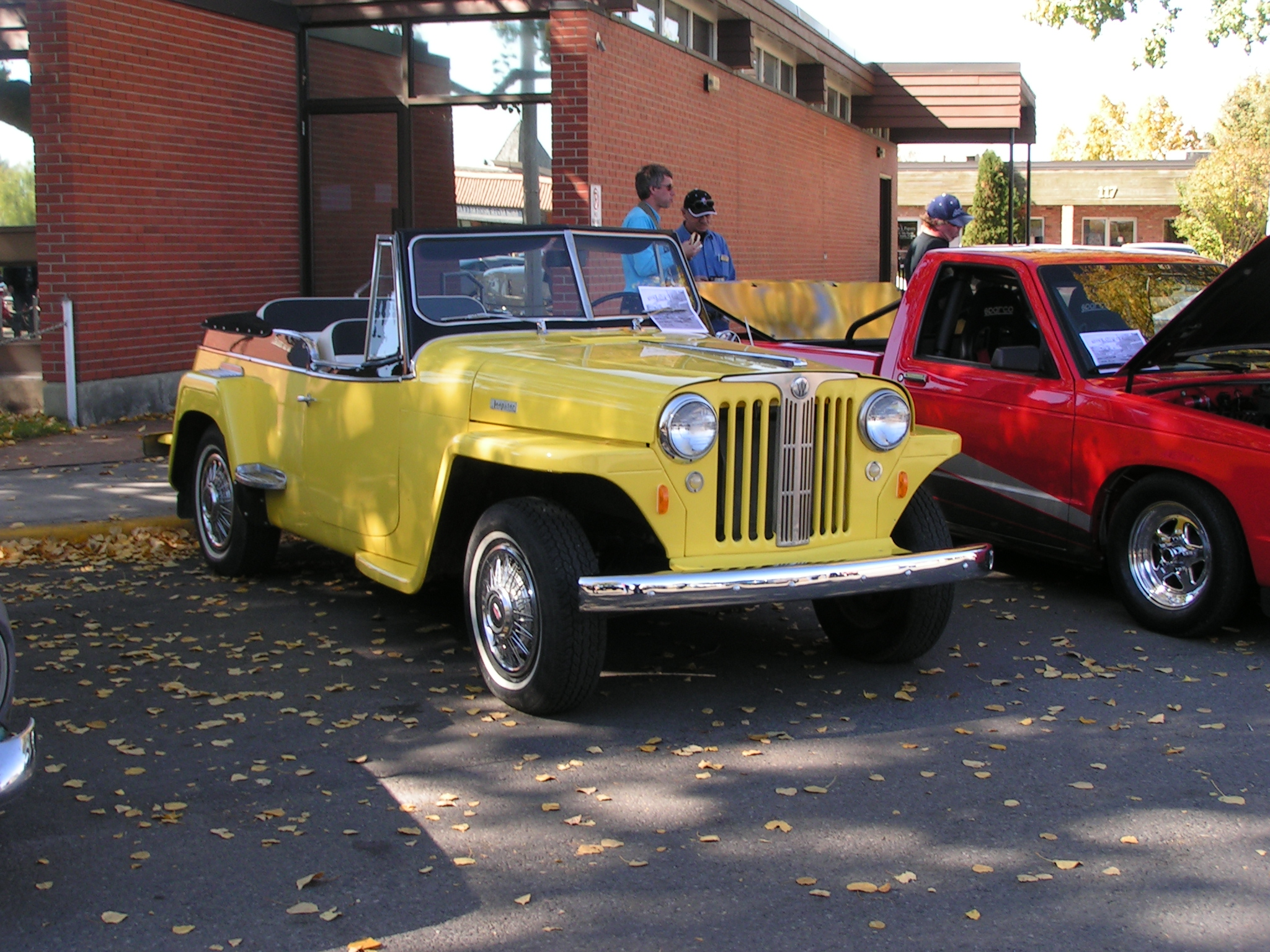
1948 Willys Jeepster

Després de la Segona Guerra Mundial, el titular de la marca Jeep, Willys, va creure que el mercat per al Jeep de tipus militar es limitaria als agricultors i forestals, pel que va començar a produir el «CJ» (o jeep civil) per cobrir aquest segment en creixement. Willys després va començar a produir el nou  Jeep Rural (Willys Jeep Station Wagon) el 1946, i després la camioneta Jeep a 1947 (Willys Jeep Truck).
En adonar-se d'una bretxa en la seva línia de productes, Willys desenvolupa el Jeepster per creuar entre els seus camionetes tipus «utilitaris», per al mercat d'automòbils de passatgers. En el procés, el fabricant d'automòbils desenvolupa el Jeepster ", un dels més atrevits dissenys d'automòbils dels Estats Units després de la guerra.
Willys-Overland no tenia la maquinària per formar parafangs d'embotició profunda o formes complicades, de manera que el vehicle va haver d'usar un disseny simple i costats plans. el dissenyador industrial Brooks Stevens va dissenyar una línia de vehicles de la postguerra per Willys utilitzant una plataforma comuna que inclou la rural i camioneta Jeep, així com un cotxe obert esportiu de dues portes que es concep com un cotxe esportiu per als veterans de la Segona Guerra Mundial.